# South Willesborough
South Willesborough – dzielnica miasta Ashford, w Anglii, w Kent, w dystrykcie Ashford. W 2011 roku dzielnica liczyła 3732 mieszkańców.